# Клубков-Мосальский, Пётр Владимирович
Князь Пётр Владимирович Клубков-Мосальский (ум. 1634) — стольник и воевода в Смутное время и во времена правления Михаила Фёдоровича. Рюрикович в XXI колене.
Из княжеского рода Мосальские. Старший сын князя Владимира Ивановича Шани Клубкова-Мосальского. Имел младшего брата стольника — князя Василия Владимировича, упомянутого в 1611 году стольником, а в 1618 году был при осаде Москвы, за что пожалован из поместья в вотчину.

## Биография
В 1610 году упомянут по поводу захвата им села Зименки у князя Гундорова.
В 1611 году в Боярском списке напротив его фамилии стоит помета — "отпущен".
В 1616—1617 годах стольник и воевода в Кашире, где годовал и приказано идти в сход с князем Фёдором Фёдоровичем Куракиным на случай вторжения ногайских и крымских людей.
В 1618—1620 годах воевода в Романове.
В 1623—1625 годах  стольник и воевода в Козьмодемьянске.
В августе 1625 года по царскому указу послан воеводой в Пермь, но в сентябре этого года упомянут в походе в Троице-Сергиев монастырь за окольничего, где устанавливал станы.
В апреле, июле и сентябре 1626 года упомянут в числе дворян ездивших "вместо окольничего" перед Государём, во время богомольного похода в Троице-Сергиев монастырь, и в чине стольника за государевым столом.
В 1627 годах сопровождал царя Михаила Фёдоровича в его поездках за окольничего и неоднократно обедал за государевым столом, где упомянут "дворянином в комнате". В этом же году упомянут воеводою в Соль Камская, откуда по царскому указу направлен воеводою в Пермь. В  этом же году, в марте упомянут стольником у государева стола и вновь ездил "вместо окольничего" перед Государём и только после этого отбыл воеводою в Пермь, где упомянут и в 1629 году, после чего откуда отпущен к Москве.
В 1630 году ездил перед Государём для установки станов вместо окольничего, во время богомольной поездки в Троице-Сергиев монастырь.
В 1631 году, в феврале послан воеводою в Калугу, а сентябре вместо окольничего ездил перед Государём для установки станов в Троице-Сергиев монастырь при богомольной поездки царя. В этом же году имел поместный оклад 900 четей земли.
Умер в 1634 году бездетным. Перед смертию принял постриг с именем Пафнутий. Погребен в Пафнутьевом Боровском монастыре 12 февраля 1634 года.
Жена — Наталья Герасимовна урождённая Кондырева. По родословной росписи показан бездетным.
Владел поместьями и вотчинами в Мосальском, Московском и Кашинском уездах.